# Северик
Северик — деревня в Логозовской волости Псковского района Псковской области России.
Расположена на левом берегу реки Каменка, в 13 км к западу от центра города Пскова и в 5 км к северо-западу от Неёлово.

## Население
| 2001 | 2002 | 2010 | 2012 |
| ---- | ---- | ---- | ---- |
| 9    | ↗33  | ↘26  | ↗56  |